# C Leo Oudshoorn
C Leo Oudshoorn – holenderski brydżysta.

## Wyniki brydżowe

### Olimpiady
| Olimpiady Brydżowe. Zawody teamów | Olimpiady Brydżowe. Zawody teamów | Olimpiady Brydżowe. Zawody teamów | Olimpiady Brydżowe. Zawody teamów | Olimpiady Brydżowe. Zawody teamów | Olimpiady Brydżowe. Zawody teamów |
| Rok                               | Miejsce                           | Zawody                            | Kategoria                         | Drużyna                           | Pozycja                           |
| --------------------------------- | --------------------------------- | --------------------------------- | --------------------------------- | --------------------------------- | --------------------------------- |
| 1964                              | Nowy Jork                         | 2 Olimpiada Teamów                | Open                              | Netherlands                       | 20                                |

### Zawody światowe
| Mistrzostwa Świata. Konkurencja teamów | Mistrzostwa Świata. Konkurencja teamów | Mistrzostwa Świata. Konkurencja teamów | Mistrzostwa Świata. Konkurencja teamów | Mistrzostwa Świata. Konkurencja teamów | Mistrzostwa Świata. Konkurencja teamów |
| Rok                                    | Miejsce                                | Zawody                                 | Kategoria                              | Drużyna                                | Pozycja                                |
| -------------------------------------- | -------------------------------------- | -------------------------------------- | -------------------------------------- | -------------------------------------- | -------------------------------------- |
| 1966                                   | Saint-Vincent                          | 14 Mistrzostwa Świata Teamów           | Open                                   | Netherlands                            | 4                                      |

### Zawody europejskie
| Zawody europejskie. Konkurencja teamów | Zawody europejskie. Konkurencja teamów | Zawody europejskie. Konkurencja teamów | Zawody europejskie. Konkurencja teamów | Zawody europejskie. Konkurencja teamów | Zawody europejskie. Konkurencja teamów |
| Rok                                    | Miejsce                                | Zawody                                 | Kategoria                              | Drużyna                                | Pozycja                                |
| -------------------------------------- | -------------------------------------- | -------------------------------------- | -------------------------------------- | -------------------------------------- | -------------------------------------- |
| 1965                                   | Ostenda                                | 24 Mistrzostwa Europy Teamów           | Open                                   | Netherlands                            | 2                                      |